# يوهان ويبر (كاهن كاثوليكي)
يوهان ويبر (بالألمانية: Johann Weber)‏ (و. 1927  م) هو كاهن كاثوليكي نمساوي، ولد في غراتس.

## مناصب
تولى منصب أسقف كاثوليكي (منذ 28 سبتمبر 1969)
- مطران  [لغات أخرى]‏

.

## التعليم
تعلم في جامعة غراتس
.

## جوائز
حصل على جوائز منها:
- خاتم شرف الدولة النمساوية ستيريا  [لغات أخرى]‏
- الدكتوراه الفخرية من جامعة غراتس